# Joan Ferrando i Castillo
Joan Ferrando i Castillo (Barcelona, 23 de juny de 1923 - Barcelona, 18 de febrer del 1995) va ser una de les grans estrelles del bàsquet català de les dècades dels anys 40 i 50.

## Història
Amb 1,69 metres d'altura, fou un aler dretà que destacava pel seu gran talent, rapidesa i visió del joc, així com pel seu esperit de lluita i un excel·lent tir exterior. És considerat com un dels millors jugadors d'Espanya de la seva època. Va rebre el sobrenom de Met. El seu debut va ser l'any 1935 i va estar a l'elit del basquetbol durant 17 anys, anys en els quals va jugar en sis clubs diferents, tots ells catalans, destacant el FC Barcelona, en el qual va militar dotze temporades, entre 1939 i 1951.
Sis copes d'Espanya, nou campionats de Catalunya i el campionat organitzat la temporada 1946-47 com a assaig de la lliga espanyola són els seus majors èxits. A més fou 20 vegades internacional amb la selecció espanyola, amb la qual va anar a la primera edició de la història dels Mundials (Buenos Aires, 1950), així com amb la selecció catalana de basquetbol. Es va retirar l'any 1956.

## Trajectòria esportiva
- Laietà Bàsquet Club: 1935-1939
- FC Barcelona: 1939-1951
- UE Montgat: 1951-1952
- RCD Espanyol: 1952-1954
- Club Bàsquet Manresa: 1954-1955
- Aismalíbar Montcada: 1955-1956[2]

## Palmarès
- 6 Copes d'Espanya (1943, 1945-47, 1949-50)
- 9 Campionats de Catalunya (1942, 1943, 1945-51)
- 1 Campionat d'Espanya: (1946-47)
- Medalla al Mèrit Esportiu de la Federació Catalana de Bàsquet